# Baldr
Baldr (staronordijski Baldr) je među staronordijskim bogovima najomiljeniji. Zvao se još i Meili. Sin je Odina i Frigg, otac Forsetija. Supruga mu je Nanna koja je iz roda disira. 
Smatran je najboljim i najljepšim bogom. O njemu se ne može reći ništa loše. Toliko je dobar i lijep da iz njega zrači svjetlost. Usto je i najpametniji, najljubazniji i najblagoglagoljiviji. Živi u mjestu koje se zove Breidablik ili Širokogled. Njegov se brod zvao Hringhorni, a bio je to najveći brod koji je ikada sagrađen. 
Njegova je zadaća da štiti Sol (Sunce) i Manija (Mjesec) na njihovu putu nebom.

## Baldrova smrt
Baldrova smrt je najtužniji događaj koji se dogodio bogovima: umro je jedan od njih, i to najomiljeniji, a njegova smrt nagovještava ispunjenje proročanstva o sudbi bogova. Nakon Ragnaroka, Baldr će uskrsnuti i živjeti s bratom Hodrom u novom svijetu.
Dogodilo se tako da je počeo sanjati o vlastitoj smrti i to ga je jako tištalo. (Ovdje se izvori razlikuju i prema jednoj je verziji njegova majka Frigg usnula taj san.) Odin odlazi u Niflheim, zemlju mrtvih, gdje se nalazi grob proročice Volve koju prisiljava da ustane iz groba i kaže mu sudbinu njegova sina. Ona kaže da će ga ubiti drugi Odinov sin, slijepi bog Hodr. 
Frigg putuje svijetom i od svake žive i mrtve stvari traži da se zakune da neće nauditi Baldru. I tako bi. Baldr postane potpuno neranjiv, a bogovi se zabavljahu bacajući razne predmete na njega. Ali Lokiju se nije sviđalo što je Baldr neranjiv. Kako je mogao mijenjati obličja, preuze lik starice i od Frigg na prijevaru sazna da se imela nije zaklela jer ju je smatrala suviše mladom i bezopasnom.
Jednom, dok se bogovi zabavljaše s Baldrom, Loki napravi strelicu od imele i nagovori slijepoga Hodra, koji je stajao po strani i nije gađao brata,  da i on pokuša pogoditi Baldra. Pogođen imelom, Baldr umire. 
Zavladala je neopisiva žalost.
Frigg pošalje svoga drugoga sina Hermoda u Hel da bi Hel ponudio otkupninu za brata. Hermod zajaše Odinova konja Sleipnira i krene na put koji će trajati devet dana i devet noći.
Bogovi su u međuvremenu odnijeli Baldrovo tijelo na njegov brod Hringhorni na kojem su htjeli napraviti lomaču za najboljeg među njima. Pritom je Odin rekao nešto na Baldrovo uho što je ostalo nerazjašnjena tajna. Njegova supruga Nanna u tome trenutku umre od tuge te i nju polože pored Baldra. Tor je maljem Mjollnirom blagoslivljao lomaču, a pod njegovim je nogama trčkarao patuljak Lit ili Šareni te ga je Tor slučajno gurnuo u vatru tako da je izgorio. Na Baldrovu se spaljivanju skupilo mnogo rodova. Odin je na lomaču položio svoj čarobni prsten Draupnir, a do lomače je doveden i Baldrov konj.
Hermod stiže u Hel gdje sretne Baldra i ostane uz njega preko noći. Ujutro zamoli Hel da Baldra pusti da pođe s njime kući jer bogovi jako tuguju za njim. Hel pristaje da ga pusti iz svoga carstva pod uvjetom da ga sve živo i neživo oplakuje. Hermod se oprosti s Baldrom i Nannom i krene obavijestiti Ase, a na oproštaju mu Baldr dadne prsten Draupnir da ga vrati Odinu kao uspomenu. 
Asi razglasiše po cijelom svijetu da sve mora tugovati za Baldrom. I sve je plakalo. Ipak, jedna žena–div po imenu Tokk nije htjela plakati za njim te tako on ostaje u carstvu mrtvih. Mnogi vjeruju da je to bio prerušeni Loki. 

Njegova je smrt početak niza nesretnih događaja koji će pogoditi bogove i cijeli svijet, a kulminirat će u Ragnaroku. U trenutku Baldrove smrti, Odin shvaća da je sudbina bogova i svijeta konačna i se više ne može promijeniti.
Saxo Grammaticus priča potpuno drugačiju priču o Baldru. On je pokvareni, zlobni, pohotni polubog koji je bio rival bratu Hodru za ruku Nanne. Nakon mnogih sukoba, Hodr ga je probo mačem. Da bi ga osvetio, Odin siluje lijepu Rind koja rodi Valija koji ubi Hodra.